# 本山直樹
本山 直樹（もとやま なおき、1942年 - ）は、日本の研究者。千葉大学名誉教授。元千葉大学園芸学部生物生産科学科教授。元農水省農業資材審議会農薬分科会長。
研究分野は、植物保護、農薬毒性学。

## 来歴・人物
千葉大学園芸学部卒業。名古屋大学大学院修士課程修了。1969年米国ノースカロライナ州立大学PhD課程に留学、1970年に研究助手。10年間農薬毒性学に関する研究に従事。
- 1980年 -  千葉大学園芸学部助教授
- 1986年度 - 千葉大学園芸学部助教授
- 1991年度 – 1992年度 - 千葉大学園芸学部教授
- 1995年度 – 1997年度 - 千葉大学園芸学部教授
- 1999年度 – 2002年度 - 千葉大学園芸学部教授

## 出版物
- 農薬学事典（朝倉書店 2001/3/1）本山直樹編集
- 毒性生化学―分子レベルからみた毒性の解析（ソフトサイエンス社 1982/12/1） 佐藤哲男翻訳,本山直樹翻訳